# Masanori Tokita
Masanori Tokita (Prefectura de Hyogo, Japó, 24 de juny de 1925 - 5 de març de 2004), és un exfutbolista japonès.

## Selecció japonesa
Masanori Tokita va disputar 12 partits amb la selecció japonesa.